# Calum Gallagher
Calum Gallagher (* 13. September 1994 in Giffnock) ist ein schottischer Fußballspieler, der beim FC Arbroath unter Vertrag steht.

## Karriere
Calum Gallagher spielte zunächst in der Jugend von Dundee United, bevor er im Jahr 2010 zu den Glasgow Rangers kam. Bei diesen erhielt er seinen ersten Profivertrag. Für die Saison 2012/13 wurde er im Alter von 18 Jahren an den schottischen Drittligisten Alloa Athletic verliehen, für den er neunmal auflief und in den Play-offs den Aufstieg in die zweite Liga feierte. Von Dezember 2013 bis Februar 2014 spielte Gallagher leihweise beim Viertligisten FC East Stirlingshire und traf dabei in vier Spielen zweimal. Nach seiner Rückkehr nach Glasgow lief er unter Ally McCoist viermal für die Rangers auf und erzielte einen Treffer. In seinem Pflichtspieldebüt für die Rangers am 15. März 2014 gegen Dunfermline Athletic traf Gallagher nach seiner Einwechslung für Steven Smith zum 2:0-Siegtreffer. Am Saisonende stand der Aufstieg in die Scottish Championship fest. Von September 2014 bis Januar 2015 wurde er an den Zweitligisten FC Cowdenbeath verliehen. Bei Blue Brazil konnte er mit fünf Treffern in zehn Spielen überzeugen. Nach dem Leihende kam Gallagher im April 2015 für die Rangers noch zu einem weiteren Einsatz.
Im Sommer 2015 wechselte Gallagher zur neuen Saison 2015/16 zum Zweitligisten FC St. Mirren. Dort avancierte der mittlerweile 20-jährige Gallagher direkt zum Stammspieler, sowohl unter Ian Murray als auch unter dem Nachfolger Alex Rae. Er stand in allen 36 Ligaspielen auf dem Platz und erzielte sechs Tore, und war damit nach Stevie Mallan und Lawrence Shankland drittbester Torjäger der Saints.
Im Januar 2017 schloss er sich dem Zweitligisten FC Dumbarton an. 2018 stieg er mit der Mannschaft in die dritte Liga ab. Im Sommer 2019 wechselte er zum dortigen Ligakonkurrenten Airdrieonians FC. Nach fünf Jahren wechselte er zum FC Arbroath.

## Erfolge
Mit den Alloa Athletic:
- Aufstieg in die Scottish Championship: 2013

Mit den Glasgow Rangers:
- Aufstieg in die Scottish Championship: 2014